# 玛格纳夫拉宫

君士坦丁堡中心区域地图

玛格纳夫拉宫（可能来源于拉丁语的“Magna Aula”，意为“大厅堂”）是君士坦丁堡的一座大型建筑，毗邻大皇宫，位于奥古斯塔广场以东，临近圣索菲亚教堂且紧挨着铜门。其经常被学者们等同于元老院驻地。
部分学者称玛格纳夫拉宫建于425年，皇帝塞奥多西二世在位时期，然而这遭到了其他学者的质疑，因为这一结论是将君士坦丁堡大学和宫廷学校“ekpaideutērion”混淆而得出的，后者是玛格纳夫拉宫中的一座哲学学校，9世纪中期由“凯撒”巴尔达斯建立。
玛格纳夫拉宫的位置和建筑特征似乎与普罗科匹厄斯描述中提及的拜占庭元老院能够对应。约682年，玛格纳夫拉宫重建。此后，这里时常被皇帝用作接待外国使节的朝堂，而建筑西侧的庭院，被用作皇帝发布公开演讲或是召集公共聚会的场所。此外，每年一度大齋期开始时的示默仪式（“silention”）在此举行，皇室成员和官僚此时都会聚集在玛格纳夫拉宫的大台阶上。

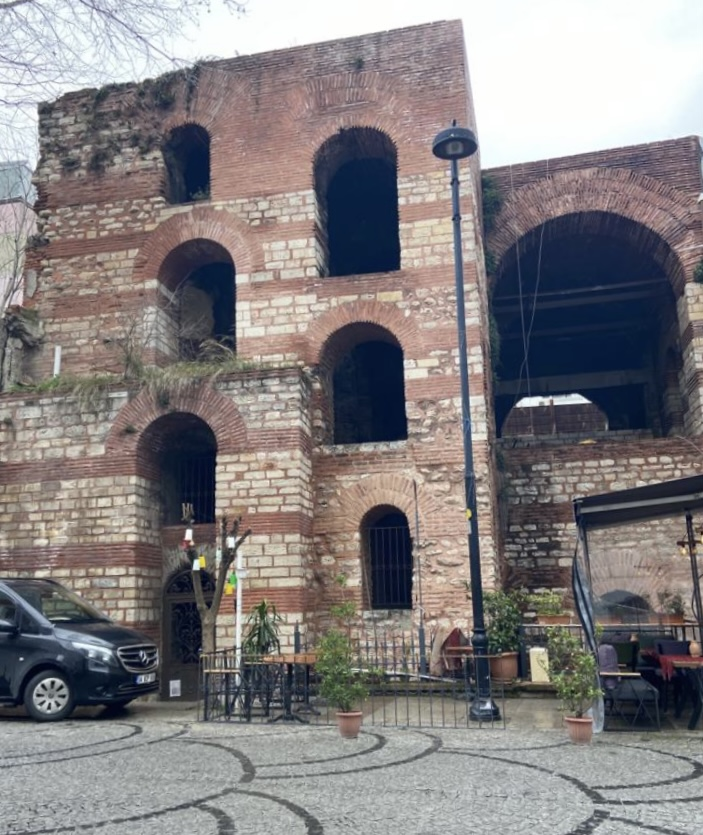
玛格纳夫拉宫残存部分

普罗柯比在描述该区域时，提到一座巨大的大理石大门通往一座柱廊庭院，该庭院坐落于玛格纳夫拉宫前。玛格纳夫拉宫的建筑样式遵循巴西利卡形制，两侧廊台以侧廊支撑，东边末端有多个半圆形殿堂。屋内最引人瞩目的是所谓的所罗门宝座，位于中殿，据说周围以自动机关环绕，其形象包括树木、歌唱的鸟儿、咆哮的狮子，来使访客们既畏惧又欣喜。学者将玛格纳夫拉宫描述为拜占庭帝国对普世之中所有事物之皇权的物质投射。